# Nitrophyt

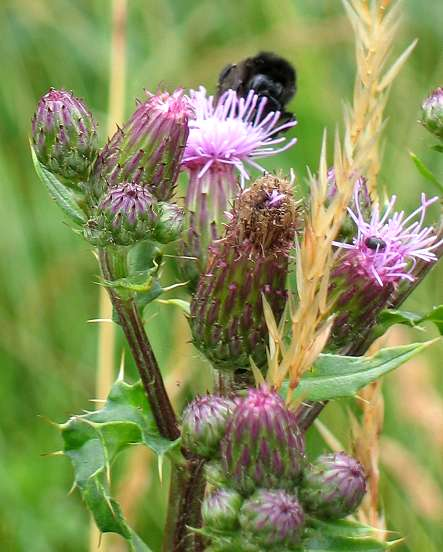
Die Acker-Kratzdistel (Cirsium arvense) ist ein Stickstoffzeiger, den man häufig an Feldrändern findet

Nitrophyten (lat. Nitrogenium: Stickstoff), auch Stickstoffzeiger, sind stickstoffliebende Pflanzen, die sich an Standorten mit hohem Stickstoffangebot stark ausbreiten. Dabei verdrängen sie meistens andere Pflanzen, die mit weniger Stickstoff zurechtkommen.

## Nitrophythen als Bioindikatoren
Nitrophyten zeigen als Wildpflanzen einen hohen Gehalt an Bodenstickstoff bzw. Nährstoffen am Standort an, können also als Zeigerpflanzen (Indikatoren) für stickstoff- und nährstoffreiche Böden dienen. Da der Gehalt an verfügbarem Stickstoff im Boden meist mit dem Gehalt anderer Düngerstoffe wie beispielsweise Phosphat einhergeht, gelten  die Pflanzen generell als nährstoffliebend.
Epiphytische Moose und Flechten, die nitrophil sind, scheinen sich durch die in den letzten Jahren rückläufige Schwefeldioxidbelastungen in der Luft bei gleichzeitig erhöhten Emissionen von pflanzenverfügbarem Stickstoff aus Fahrzeugen mit Abgaskatalysatoren entlang innerstädtischer Straßen stark auszubreiten.

## Vorkommen
In Mitteleuropa gibt es unter natürlichen Bedingungen nur kleine stickstoffreiche Standorte. Dazu gehören Spülsäume an Küsten und Flüssen, die unmittelbare Nähe von Tierbauen und Vogelnistplätzen. Weitere kurzfristige Standorte sind beispielsweise durch Windbruch zerstörte Wälder.
Dies änderte sich mit der Verbreitung des Menschen. In der Nähe von Siedlungsplätzen gab es ebenfalls ein höheres Stickstoffangebot. Mit der Einführung mineralischer Stickstoffdünger steht auf weiten Gebieten sehr viel Stickstoff zur Verfügung, so dass viele Pflanzen, die auch mit weniger Stickstoff zurechtkommen, verdrängt werden. So sind die meisten vom Aussterben bedrohten Pflanzen Magerkeitsanzeiger.
Etwa 200 Blütenpflanzenarten gelten in Mitteleuropa als Stickstoffzeiger, die meisten davon sind krautige Pflanzen.
Häufig findet man folgende Stickstoffzeiger: (in Klammern wird die Stickstoffzahl nach Ellenberg angegeben)
an Waldwegen mit HundebesuchGroße Brennnessel (8), Brombeeren (6), Großes Springkraut, Kleines Springkraut (6)
gedüngte WiesenGewöhnlicher Löwenzahn (8), Wiesen-Sauerampfer (8)
FeldränderAckerkratzdistel (7)
Siedlungsnähe, SchuttplätzeSchwarzer Holunder (9), Knoblauchsrauke (9)
weitereWeißer Steinklee, Echter Steinklee, Kletten-Labkraut (8), Kerbel, Melde, Vogelmiere (8), Kreuzkraut, Wiesenbärenklau, Krause Distel (9), Roter Holunder (8), Gewöhnliche Kratzdistel (8), Hundszunge (8), Gundermann (7), Echte Nelkenwurz (7), Zarter Mauerlattich (6), Rote Zaunrübe (6), Bittersüßer Nachtschatten (8), Echter Wurmfarn (6), Breitblättriger Dornfarn (7)
Auch saprobiotische Pflanzen – verschiedene Großpilze, wie der Champignon – sind nitrophil.